# داریوس موریس
داریوس موریس (انگلیسی: Darius Morris؛ (۳ ژانویه ۱۹۹۱ – ۲ مه ۲۰۲۴) بسکتبالیست حرفه‌ای اهل ایالات متحده آمریکا بود. موریس در درفت ان‌بی‌ای ۲۰۲۲ توسط لس آنجلس لیکرز به عنوان نفر ۴۱ انتخاب شد و در پست مدافع بازی می‌کرد. او همچنین برای بروکلین نتس، فیلادلفیا سونتی‌سیکسرز، لس آنجلس کلیپرز و ممفیس گریزلیز از رقابتهای ان‌بی‌ای و همچنین لس آنجلس دی‌فندرز و ریو گراند ولی وایپرز از لیگ حرفه‌ای بسکتبال بازی کرد. او همچنین در خارج از کشور در چین، روسیه و فرانسه نیز بازی کرده بود.

## اوایل زندگی
موریس در کارسون، کالیفرنیا بزرگ شد. او دومین فرزند رابین موریس بود. در دوره دبیرستان به کالج ویندوارد رفت، موریس در شروع رقابت‌های‌ بسکتبال در کالج به‌عنوان دانشجوی سال اول، به رسانه‌ها قول داد تا بتواند قبل از فارغ‌التحصیلی، ویندوارد را به قهرمانی ایالتی برساند.

## مرگ
در ۲ مه ۲۰۲۴، گزارش شد که موریس در سن ۳۳ سالگی در لس آنجلس درگذشت.